# Балаян Володимир
Володимир Балаян — уродженець Мартакертського району НКАО АзРСР, активний учасник Карабаського конфлікту.

## Життєпис
У 1989 р. спільно з Г. Погосяном очолив добровольчий загін самооборони (загін «Азадгракан банак»), сформований в с. Мохратаг. Загін брав участь у бойових діях у Мартакертському (села Чайлу, Кічан, Марага, Вагуас та ін.), Шаумянівському (Еркедж, Бузлух, Манашід, Карачінар), Гадрутському (Тог, Цамдзор та ін.) районах.
Загинув 9 липня 1992 р. при обороні села Айгестан в Аскеранському районі.

## Нагороди
- посмертно нагороджено орденом «Мартакан хач» («Бойовий хрест») першого ступеня.